# ۹۱۹ (قمری)
۹۱۹ (قمری)، نهصد و نوزدهمین سال در گاهشماری هجری قمری است. اوّل محرم این سال برابر با نوزدهم مارس سال ۱۵۱۳ میلادی است.

## زادگان
- ۲۶ ذیحجه - شاه تهماسب اول: دومین پادشاه سلسله صفویه.